# Flyinge ängar
Flyinge ängar är ett naturreservat i Eslövs och Lunds kommuner i Skåne län, inrättat 2014.
Området består av blomstrande sandbackar och strandängar vid Kävlingeån.